# Curve (tarjeta de pago)
Curve es una tarjeta de pago que permite unificar en una sola varias tarjetas de pago a través de su aplicación móvil, permitiendo al usuario hacer pagos y retiradas en cajeros mediante una sola tarjeta. También te permite "cambiar la tarjeta de banco con la que has hecho el pago después de cada transacción."
Curve, quién posee y opera la tarjeta y del cual obtiene su nombre la tarjeta, se fundó en 2015 por Shachar Bialick. La compañía tuvo una financiación inicial de $2 millones en diciembre de 2015.  Una beta abierta para los usuarios iOS en la "comunidad empresarial" se lanzó en febrero de 2016. En mayo de 2016, curve notificó a sus clientes que lo ya no sería capaz de permitir el uso de american Express después del 31 de mayo de 2016, ofreciendo reembolsos. En diciembre de 2016, Curve anunció que la aplicación estuvo disponible para usuarios de Android.
Se lanzó en Irlanda en enero de 2018. En aquel tiempo, la empresa estaba en Londres. Cuando se lanzó en Reino Unido, tenía una lista de esperar de 50,000. Curve empezó a funcionar en Reino Unido en enero de 2018. En diciembre de 2018, se planeó la expansión a EE. UU. American Express volvió a funcionar con Curve a finales de enero de 2019. Cuándo Amex bloqueó miles de clientes que usaban los servicios de Curve esa semana, el 1 de febrero de 2019,  Curve demando a Amex, alegando acciones que no permitían la competitividad.
Utilizando la aplicación móvil, los usuarios son capaces de asociar sus tarjetas de débito y tarjetas de crédito con la tarjeta Curve. Para hacer los pagos o las retiradas se tiene que elegir una tarjeta por defecto, ésta tarjeta se puede cambiar en cualquier momento antes de hacer un pago o retirada mediante la aplicación del móvil. Las transacciones en la tarjeta están procesadas a través de la red MasterCard y puede hacerse utilizando EMV, raya magnética o contactless pago.
En julio de 2017, Curve lanzó una nueva característica en la aplicación que permitía a los usuarios cambiar la tarjeta de pago seleccionada para una transacción hasta 14 días después de haber realizado el pago. En 2018, añadía "cero comisión" de costes para pagar internacionalmente.
En enero de 2019, también permitió a clientes de Reino Unido añadir su American Express a la aplicación y usarla para pagar a través de Curve.
En noviembre de 2019, Business Insider informó que Curve no relevó a sus inversores que solamente el 14% de sus clientes utilizaban Curve una vez al mes o más.  Curve consiguió recaudar más de $7 millones a través de micromecenazgo en septiembre de 2019. Según el artículo, sólo 72.000 usuarios de Curve de los supuestos 500.000 clientes utilizaba su producto una vez al mes. La compañía no respondió a estas afirmaciones. The Telegraph más tarde informó que Curve fue acusada de eliminar datos del artículo de Business Insider en Wikipedia.